# Bisnaja Busajna
Bisnaja Busajna – wieś w Syrii, w muhafazie Idlib. W 2004 roku liczyła 1034 mieszkańców.